# 人民周刊
《人民周刊》（英語：People's Weekly）是一份位于总部设在中国北京的中文周刊，原名《人民文摘》，于2001年创刊，由人民日报出版社有限责任公司主办、人民日报社主管。
经人民日报社编辑委员会和中国国家新闻出版广电总局批准，《人民文摘》杂志正式更名为《人民周刊》，2015年5月7日，《人民周刊》在北京首发。